# ویلیام ال. دیتون
ویلیام ال. دیتون (به انگلیسی: William L. Dayton) سناتور سابق عضو حزب ویگ بود. وی در سال ۱۸۴۲ تا ۱۸۵۱ میلادی سناتور ایالت نیوجرسی در سنای ایالات متحده آمریکا بود.